# Carles Godó i Valls
|  | Aquest article tracta sobre l'empresari i editor català. Si cerqueu el seu avi, II comte de Godó , vegeu «Carles de Godó i Valls». |

Carles Godó i Valls   (Barcelona, 24 de gener de 1967) és un empresari català, membre de la cinquena generació de la família fundadora de La Vanguardia.
Es va llicenciar en Dret per la Universitat de Barcelona i va iniciar la carrera a Nova York. Es reincorporà al grup familiar a mitjans dels anys noranta en un moment clau per reforçar el control accionarial i preservar la independència editorial del diari.
Fill de Xavier de Godó i Muntanyola (III comte de Godó) i net de Carles de Godó i Valls (II comte de Godó), forma part d’una família que ha dirigit La Vanguardia ininterrompudament des del 1881, amb una presència continuada en el panorama mediàtic català.
En el Grup Godó, va assumir el seu primer càrrec directiu de rellevància com a conseller delegat del diari esportiu El Mundo Deportivo. Posteriorment, fou nomenat director general del grup (1997) i director general de negocis (2003), fins que el 2005 va accedir al càrrec de conseller delegat (CEO) de l’empresa familiar. La seva etapa com a conseller delegat (2005-2025) va coincidir amb una profunda transformació del sector. Durant aquest període, el grup va impulsar la digitalització de les seves capçaleres i va consolidar divisions especialitzades en màrqueting i serveis, com GMK, que va arribar a representar aproximadament el 40 % de la facturació del grup (uns 170 M €).
El 2025 era membre del consell d’administració de la Societat Econòmica Barcelonesa d’Amics del País. El juliol de 2025 va assumir la presidència executiva del Grup Godó, mentre el seu pare, Xavier de Godó, en va conservar el càrrec d’editor.